# Emmanuel-Théodose de La Tour d'Auvergne (cardinal)
Ne doit pas être confondu avec Emmanuel-Théodose de La Tour d'Auvergne, duc de Bouillon.
Pour les articles homonymes, voir Emmanuel.
Emmanuel-Théodose de La Tour d'Auvergne, cardinal de Bouillon (26 août 1643 - 2 mars 1715) fut d'abord prieur de Turenne et de Paunat, puis nommé abbé de Beaulieu en 1658 dont il se démet en 1664 après avoir réuni l'abbaye avec la congrégation de Saint-Maur. Il devient en 1683 abbé de Cluny et cardinal avec le titre de cardinal-prêtre au titre de San Lorenzo in Panisperna (1670-1676) puis cardinal-évêque d'Albano, de Porto e Santa Rufina puis d'Ostie.

## Biographie
Issu de la Maison de la Tour d'Auvergne, il est le fils de Frédéric Maurice de La Tour d'Auvergne, duc de Bouillon, prince de Sedan, et de son épouse, Eléonore de Bergh.
Son père, Frédéric-Maurice de La Tour d'Auvergne, renonce à la principauté de Sedan rattachée à la France en 1642, à la suite de la conjuration de Cinq-Mars.
Sa famille garde, à Paris, les privilèges des princes étrangers.
Une série de gravures conservées à la Bibliothèque nationale de France rappelle les événements auxquels il a été associé. En 1679, il célèbre à Fontainebleau le mariage de Marie-Louise d'Orléans et Charles II d'Espagne. En 1680, il célèbre à Châlons le mariage de Louis de France (1661-1711) et de Marie-Anne de Bavière. Devenu cardinal, il ondoye à Versailles le petit-fils de Louis XIV, qui déviendra Philippe V d'Espagne.
Le cardinal, en disgrâce, subit des années d'exil. Il décide de passer à l'ennemi lors de la guerre de succession d'Espagne, en 1710. Bien que le cardinal  s'explique de son attitude dans une lettre où il semble suivre la procédure de diffidatio médiévale, il fut néanmoins poursuivi pour félonie et condamné à la confiscation de tous ses biens et fonctions. Sur le plan symbolique, le jugement s'attaque à ses ancêtres les plus importants : à Cluny, les travaux sur le tombeau du couple ducal défunt furent interrompus, les statues de Guillaume le Pieux et de Godefroy de Bouillon détruites. Un tableau qui représentait le projet définitif fut même « totalement lavé, effacé et déchiré ». Les statues du duc Frédéric Maurice et de sa femme sont également retirées, mais remises au duc régnant, ainsi que leurs sarcophages. À la basilique de Saint-Denis, des armes et des devises familiales figurant sur le tombeau de Turenne, qui avaient été apposées à l’insu et contre la volonté du Roi, furent enlevées. Enfin, le Parlement de Paris retira au duc Godefroy Maurice le rang de prince étranger, et interdit à la famille de se prévaloir d’aucune ascendance de comtes auvergnats ni de ducs aquitains, mais qu’elle devait de surcroît renoncer au complément de nom « d’Auvergne » et au blason correspondant. Les titres des Bouillon furent effacés des registres ecclésiastiques. Comme l'écrit Martin Wrede, « Il est difficile d’imaginer des mesures plus drastiques : pas de perte de biens matériels mais sur le plan social, à travers le capital symbolique, un prince souverain issu de la plus ancienne lignée généalogique de toute la chrétienté était redevenu un obscur seigneur ».
Il fait appel à Pierre Le Gros le jeune pour édifier un Monument de Frédéric Maurice de La Tour, duc de Bouillon, et de la duchesse de Bouillon, ses parents, que Le Gros finit à Rome avant 1707. Arrivé à l'abbaye de Cluny en 1709, le tombeau n'y fut pas installé, car le cardinal avait grossièrement insulté le Roi-Soleil et avait été déclaré félon. Au temps de la démolition de l'abbaye (pendant la révolution), les sculptures encore en caisses, furent sauvées par l'intervention d'Alexandre Lenoir, qui les voulait pour son Musée des Monuments français. Les figures principales et le Bas-relief d'une bataille se trouvent aujourd'hui à l'Hôtel-Dieu de Cluny. Ces pièces de sculpture sont classées monument historique depuis un arrêté du 17 juin 1901,.
Hyacinthe Rigaud a réalisé son portrait entre 1707 et 1709. Cette oeuvre de très grande taille (2,74 m X 2,17 m) est visible au Musée Hyacinthe Rigaud de Perpignan.
Emmanuel-Théodose de La Tour d'Auvergne, créé cardinal par le pape Clément IX le 5 août 1669, cumulait les fonctions d'abbé de Cluny, de Saint-Ouen de Rouen, de Saint-Vaast d'Arras, de Saint-Martin de Pontoise, de Saint-Philibert de Tournus (1660), de Saint-Pierre de Beaujeu, de Vicogne.
Après avoir été évêque d'Ostie, il fut fait le 20 novembre 1689 évêque d'Albano.
Il fut grand aumônier de France de 1671 à 1700.

## Armoiries
Écartelé : au 1, d’azur semé de fleurs de lys d’or à la tour d’argent brochant qui est La Tour ; au 2, d’or aux trois tourteaux de gueules, qui est Boulogne, au 3, coticé d’or et de gueules qui est Turenne ; au 4, de gueules à la fasce d’argent qui est Bouillon ; sur le tout d’or au gonfanon de gueules frangé de sinople Auvergne.